# Полярный круг (заказник)
Заказник «Поля́рный круг» — государственный природный заказник в Лоухском районе Республики Карелия, особо охраняемая природная территория.

## Общие сведения
Заказник расположен на побережье Белого моря, охватывает часть акватории и прибрежной зоны Кандалакшского залива, включает множество островов, заливов и мелководий.
Совместно с государственным охотничьим заказником «Керетский» играет роль буферной зоны Кандалакшского заповедника, примыкающего с севера.
Заказник учреждён Постановлением Совета министров Карельской АССР № 62 от 23 февраля 1990 года.

## Флора и фауна
На территории заказника зарегистрировано множество редких видов растений (бриория Фремонта, осока свинцово-зеленая, башмачок настоящий, калипсо луковичная, надбородник безлистный, кизильник киноварно-красный) и животных (махаон, жемчужница европейская, белоклювая гагара, хохлатый баклан, пискулька, сапсан, кречет, орлан-белохвост, беркут, филин).